# Almsee
Almsee – jezioro będące częścią krajobrazu Salzkammergut, w Górnej Austrii. Znajduje się 11 km na południe od miejscowości Grünau im Almtal. Leży w północnej części pasma górskiego Totes Gebirge, ma ok. 2,3 km długości i 700 m szerokości. Swoje źródło bierze w nim rzeka Alm, która poprzez rzekę Traun uchodzi do Dunaju.
W systemie administracyjnym gospodarki wodnej jest jednolitą częścią wód powierzchniowych Almsee o międzynarodowym kodzie ATOK4500700. Leży na obszarze dorzecza Dunaju, w regionie wodnym Dunaju poniżej Jochensteinu. W austriackiej typologii wód powierzchniowych należy do jezior naturalnych typu D2.
Zimą jezioro całkowicie zamarza, dzięki temu jest ulubionym miejscem dla łyżwiarzy i uprawiających curling. Pływanie, nurkowanie i inne sporty letnie są zasadniczo zabronione. Jednak popularne jest uprawianie turystyki pieszej.
Obszar wokół jeziora od 1965 roku znajduje się pod ścisłą ochroną.